# Himerois stereocrossa
Himerois stereocrossa är en fjärilsart som beskrevs av Turner 1942. Himerois stereocrossa ingår i släktet Himerois och familjen nattflyn. Inga underarter finns listade i Catalogue of Life.